# Speed Up
 (novembre 2016).
Si vous disposez d'ouvrages ou d'articles de référence ou si vous connaissez des sites web de qualité traitant du thème abordé ici, merci de compléter l'article en donnant les références utiles à sa vérifiabilité et en les liant à la section « Notes et références ».
Speed Up est une équipe italienne de compétition motocycliste ainsi qu'un constructeur de motos. L'équipe a été fondée en 2010 et est basée à Lugo di Vicenza, en Italie. En 2012, la société a commencé la construction de son propre châssis sous la bannière Speed Up Factory. En 2021, le prototype de la Moto2 est renommé Boscoscuro.

## Histoire
L'équipe est fondée en 2010 par l'ancien pilote de Grand Prix motocycliste Luca Boscoscuro. Elle participe au championnat du monde dans la catégorie Moto2, alors toute récente. Au cours de leur première année, l'équipe obtient trois victoires avec sa moto S10, basée sur un cadre FTR Moto M210, conduite par Andrea Iannone et Gábor Talmácsi. En 2011, l'équipe Speed Up choisit de participer avec un châssis FTR M211 piloté par Pol Espargaró et Valentin Debise.

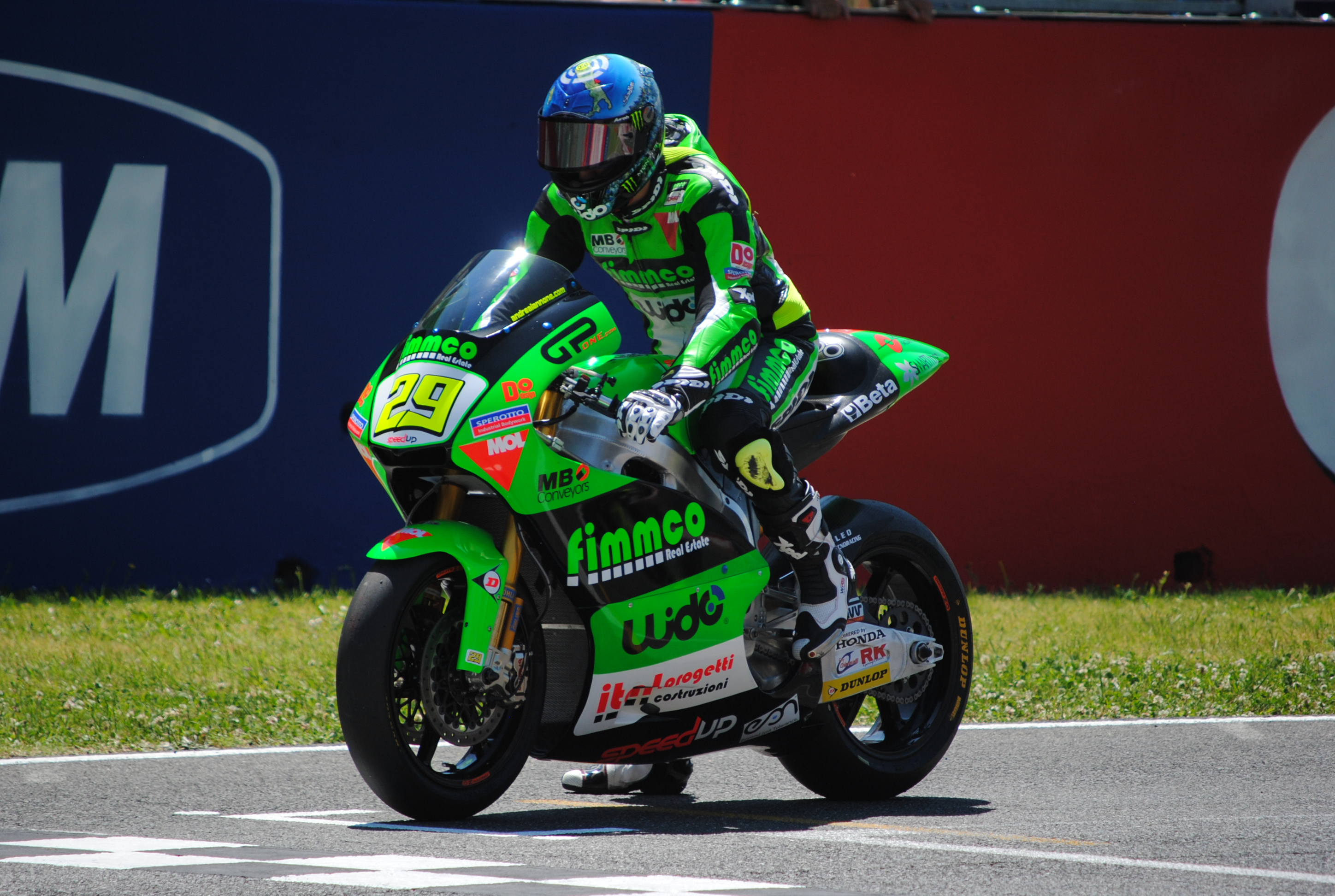
Andrea Iannone sur une moto Speed Up S10.

En 2012, Speed Up commence la construction de son propre châssis appelé S12. Boscoscuro conclut un partenariat avec l'équipe Speed Master d'Andrea Iannone, lui fournissant les nouveaux cadres et une moto pour Mike Di Meglio; les meilleurs résultats sont obtenus par Iannone grâce à deux victoires. Au cours de la saison, l'équipe QMMF Racing Team passe des cadres Moriwaki à ceux de Speed Up.
2013 voit le lancement du châssis SF13, adopté par trois équipes, Forward Racing, AGR et QMMF, mais avec un seul podium remporté par Simone Corsi.
En 2014, Speed Up lance le nouveau cadre SF14 et participe avec sa propre équipe, avec Sam Lowes, tout en fournissant à nouveau le QMMF Racing Team, qui remporte le Grand Prix moto des Pays-Bas avec Anthony West. De même, en 2015, Lowes et West restent avec leurs équipes respectives. Julián Simón se joint par ailleurs à West chez QMMF. Lowes termine la saison comme le seul participant non affilié à Kalex dans le top 14 au classement final du championnat, à la 4e place à la fin de l'année, ayant remporté le Grand Prix moto des Amériques.
La saison 2016 voit Speed Up profiter des services du pilote Simone Corsi, après que Lowes ait quitté pour rejoindre Gresini Racing en 2016 avec un contrat MotoGP pour 2017. L'équipe QMMF est à nouveau dans la course avec West et Simón.

## Résultats
| Année  | Catégorie | Nom de l'équipe    | Moto            | Pilotes              | Courses | Victoires | Podiums | Pole pos. | Meilleur tour | Points  | Pos. |
| ------ | --------- | ------------------ | --------------- | -------------------- | ------- | --------- | ------- | --------- | ------------- | ------- | ---- |
| 2010   | Moto2     | Fimmco Speed Up    | Speed Up S10    | Gábor Talmácsi       | 17      | 0         | 1       | 1         | 0             | 109     | 6e   |
| 2010   | Moto2     | Fimmco Speed Up    | Speed Up S10    | Andrea Iannone       | 17      | 3         | 8       | 5         | 6             | 199     | 3e   |
| 2011   | Moto2     | HP Tuenti Speed Up | FTR Moto M211   | Pol Espargaró        | 17      | 0         | 2       | 0         | 1             | 75      | 13e  |
| 2011   | Moto2     | Speed Up           | FTR Moto M211   | Valentin Debise      | 17      | 0         | 0       | 0         | 0             | 0       | NC   |
| 2012   | Moto2     | S/Master Speed Up  | Speed Up S12    | Mike Di Meglio       | 7 (16)  | 0         | 0       | 0         | 0             | 10 (17) | 22e  |
| 2012   | Moto2     | S/Master Speed Up  | Speed Up S12    | Alessandro Andreozzi | 10 (11) | 0         | 0       | 0         | 0             | 0       | NC   |
| 2014   | Moto2     | Speed Up           | Speed Up SF14   | Sam Lowes            | 18      | 0         | 0       | 0         | 0             | 69      | 13e  |
| 2015   | Moto2     | Speed Up Racing    | Speed Up SF15   | Sam Lowes            | 18      | 1         | 5       | 3         | 1             | 186     | 4e   |
| 2016   | Moto2     | Speed Up           | Speed Up SF16   | Simone Corsi         | 18      | 0         | 2       | 0         | 0             | 103     | 10e  |
| 2023   | Moto2     | Speed Up Racing    | Boscoscuro B-23 | Alonso López         | 20      | 0         | 5       | 2         | 1             | 150     | 7e   |
| 2023   | Moto2     | Speed Up Racing    | Boscoscuro B-23 | Fermín Aldeguer      | 20      | 5         | 7       | 3         | 4             | 212     | 3e   |
| 2024 * | Moto2     | Speed Up Racing    | Boscoscuro B-24 | Alonso López         | 13      | 1         | 4       | 0         | 1             | 133     | 4e * |
| 2024 * | Moto2     | Speed Up Racing    | Boscoscuro B-24 | Fermín Aldeguer      | 13      | 2         | 4       | 2         | 2             | 122     | 6e * |

* Saison en cours.